# Meidericher Spielverein Duisburg 2008-2009
Questa voce raccoglie le informazioni riguardanti il Meidericher Spielverein Duisburg nelle competizioni ufficiali della stagione 2008-2009.

## Stagione
Nella stagione 2008-2009 il Duisburg, allenato da Peter Neururer, concluse il campionato di 2. Bundesliga al 6º posto. In Coppa di Germania il Duisburg fu eliminato al secondo turno dal Monaco 1860.

## Rosa
| N. |                     | Ruolo | Calciatore              |
| -- | ------------------- | ----- | ----------------------- |
| 26 | Germania (bandiera) | P     | Sven Beuckert           |
| 18 | Svizzera (bandiera) | P     | Marcel Herzog           |
| 1  | Germania (bandiera) | P     | Tom Starke              |
| 14 | Camerun (bandiera)  | D     | Serge Branco            |
| 32 | Germania (bandiera) | D     | Markus Brzenska         |
| 22 | Uruguay (bandiera)  | D     | Pablo Cáceres Rodríguez |
| 2  | Germania (bandiera) | D     | Bernd Korzynietz        |
| 25 | Germania (bandiera) | D     | Alexander Meyer         |
| 33 | Croazia (bandiera)  | D     | Gordon Schildenfeld     |
| 4  | Germania (bandiera) | D     | Björn Schlicke          |
| 3  | Brasile (bandiera)  | D     | Tiago Calvano           |
| 28 | Francia (bandiera)  | D     | Olivier Veigneau        |
| 23 | Tunisia (bandiera)  | C     | Änis Ben-Hatira         |
| 13 | Germania (bandiera) | C     | Adam Bodzek             |

| N. |                                 | Ruolo | Calciatore        |
| -- | ------------------------------- | ----- | ----------------- |
| 15 | Francia (bandiera)              | C     | Grégory Christ    |
| 20 | Bosnia ed Erzegovina (bandiera) | C     | Ivica Grlić       |
| 30 | Brasile (bandiera)              | C     | Maicon Souza      |
| 10 | RD del Congo (bandiera)         | C     | Cédric Makiadi    |
| 6  | Turchia (bandiera)              | C     | Olcay Şahan       |
| 8  | Romania (bandiera)              | C     | Mihai Tararache   |
| 11 | Germania (bandiera)             | C     | Christian Tiffert |
| 29 | Germania (bandiera)             | C     | Tobias Willi      |
| 16 | Germania (bandiera)             | A     | Nicky Adler       |
| 21 | Germania (bandiera)             | A     | Chinedu Ede       |
| 35 | Germania (bandiera)             | A     | Marcel Heller     |
| 19 | Camerun (bandiera)              | A     | Dorge Kouemaha    |
| 7  | Germania (bandiera)             | A     | Sandro Wagner     |

## Organigramma societario
Area tecnica
- Allenatore: Peter Neururer
- Allenatore in seconda: Heiko Scholz, Uwe Speidel
- Preparatore dei portieri: Manfred Gloger
- Preparatori atletici:

## Risultati

### 2. Bundesliga

#### Girone di andata
| Arbitro: | Rafati |

|                       |           |                          |
| Wagner 4’ Makiadi 48’ | Marcatori | 40’ Dorn 57’ (rig.) Kern |

| Arbitro: | Brych |

|             |           |           |
| Diakité 10’ | Marcatori | 30’ Grlić |

| Arbitro: | Wingenbach |

|                         |           |  |
| Kouemaha 25’ Christ 82’ | Marcatori |  |

| Arbitro: | Drees |

|                          |           |  |
| Bierofka 29’ Gebhart 71’ | Marcatori |  |

| Arbitro: | Grudzinski |

|                       |           |                     |
| Makiadi 22’, 37’, 43’ | Marcatori | 83’ Auer 90’ Németh |

| Arbitro: | Kempter |

|  |           |             |
|  | Marcatori | 23’ Makiadi |

| Arbitro: | Steinhaus |

|                             |           |  |
| Abdessadki 35’ Schuster 87’ | Marcatori |  |

| Arbitro: | Zwayer |

|                                                                  |           |           |
| Wagner 26’, 79’ Kouemaha 44’ Tararache 53’ (rig.) Grlić 75’, 90’ | Marcatori | 45’ Demir |

| Magonza 26 ottobre 2008, ore 14:00 CET 9ª giornata | Magonza   | 0 – 0 referto | Duisburg | Stadion am Bruchweg (20 100 spett.)\| Arbitro: \| Fleischer \| |
| Arbitro:                                           | Fleischer |               |          |                                                                |

| Arbitro: | Frank |

|              |           |                        |
| Kouemaha 51’ | Marcatori | 70’ Bruns 74’ Hennings |

| Arbitro: | Hartmann |

|               |           |             |
| Krontiris 62’ | Marcatori | 78’ Makiadi |

| Arbitro: | Fritz |

|  |           |           |
|  | Marcatori | 6’ Toborg |

| Arbitro: | Fischer |

|                                                        |           |                            |
| Allagui 4’ Iličević 75’ Kotuljac 78’ Nehrig 86’ (rig.) | Marcatori | 17’ Makiadi 45’, 54’ Şahan |

| Duisburg 21 novembre 2008, ore 18:00 CET 14ª giornata | Duisburg | 0 – 0 referto | FSV Francoforte | MSV-Arena (11 053 spett.)\| Arbitro: \| Christ \| |
| Arbitro:                                              | Christ   |               |                 |                                                   |

| Arbitro: | Schalk |

|  |           |                                    |
|  | Marcatori | 36’ Makiadi 44’ Kouemaha 74’ Adler |

| Duisburg 7 dicembre 2008, ore 14:00 CET 16ª giornata | Duisburg | 0 – 0 referto | Kaiserslautern | MSV-Arena (17 135 spett.)\| Arbitro: \| Henschel \| |
| Arbitro:                                             | Henschel |               |                |                                                     |

| Arbitro: | Aytekin |

|                   |           |              |
| Reichenberger 26’ | Marcatori | 18’ Kouemaha |

#### Girone di ritorno
| Arbitro: | Weiner |

|  |           |              |
|  | Marcatori | 80’ Brzenska |

| Arbitro: | Dingert |

|                         |           |               |
| Kouemaha 6’ Makiadi 39’ | Marcatori | 27’ Schönheim |

| Arbitro: | Willenborg |

|             |           |            |
| Hdiouad 39’ | Marcatori | 20’ Heller |

| Arbitro: | Welz |

|                                   |           |               |
| Kouemaha 7’, 35’, 76’ Makiadi 70’ | Marcatori | 72’ Schäffler |

| Arbitro: | Perl |

|            |           |                            |
| Németh 34’ | Marcatori | 37’ Makiadi 83’ Ben-Hatira |

| Arbitro: | Gräfe |

|                          |           |                        |
| Makiadi 71’ Kouemaha 90’ | Marcatori | 75’ Boakye 89’ Bunjaku |

| Arbitro: | Schmidt |

|                  |           |  |
| Makiadi 78’, 81’ | Marcatori |  |

| Ingolstadt 22 marzo 2009, ore 14:00 CET 25ª giornata | Ingolstadt 04 | 0 – 0 referto | Duisburg | TUJA-Stadion (4 300 spett.)\| Arbitro: \| Schößling \| |
| Arbitro:                                             | Schößling     |               |          |                                                        |

| Arbitro: | Kircher |

|  |           |                   |
|  | Marcatori | 21’ (rig.) Karhan |

| Arbitro: | Schriever |

|                            |           |                           |
| Sako 26’ Ludwig 90’ (rig.) | Marcatori | 58’ Kouemaha 75’ Brzenska |

| Arbitro: | Schalk |

|                        |           |                                 |
| Wagner 16’ Makiadi 63’ | Marcatori | 30’ Stieber 70’ Fischer 90’ Cha |

| Arbitro: | Christ |

|  |           |                                |
|  | Marcatori | 15’ (rig.) Tararache 19’ Adler |

| Arbitro: | Wagner |

|                           |           |  |
| Ben-Hatira 51’ Wagner 71’ | Marcatori |  |

| Francoforte sul Meno 8 maggio 2009, ore 18:00 CEST 31ª giornata | FSV Francoforte | 0 – 0 referto | Duisburg | Commerzbank-Arena (4 824 spett.)\| Arbitro: \| Hartmann \| |
| Arbitro:                                                        | Hartmann        |               |          |                                                            |

| Arbitro: | Willenborg |

|              |           |           |
| Kouemaha 85’ | Marcatori | 39’ Nöthe |

| Arbitro: | Sippel |

|                                        |           |                                                 |
| Jendrišek 66’ Fuchs 70’ Sam 77’ (rig.) | Marcatori | 5’ Tiffert 25’, 28’ Wagner 54’ Kouemaha 87’ Ede |

| Arbitro: | Drees |

|                                         |           |            |
| Maicon 8’, 83’ Makiadi 38’ Kouemaha 60’ | Marcatori | 47’ Sykora |

### Coppa di Germania
| Arbitro: | Frank |

|                  |           |                                                    |
| de la Cuesta 85’ | Marcatori | 10’, 59’ Wagner 49’ Kouemaha 71’ Adler 76’ Ibrahim |

| Arbitro: | Meyer |

|                                                |                      |                                           |
| Berhalter Gebhart Hoffmann Ledgerwood Bierofka | Tiri di rigore 5 – 4 | Tararache Schlicke Makiadi Brzenska Şahan |

## Statistiche

### Statistiche di squadra
| Competizione      | Punti | In casa | In casa | In casa | In casa | In casa | In casa | In trasferta | In trasferta | In trasferta | In trasferta | In trasferta | In trasferta | Totale | Totale | Totale | Totale | Totale | Totale | DR  |
| Competizione      | Punti | G       | V       | N       | P       | Gf      | Gs      | G            | V            | N            | P            | Gf           | Gs           | G      | V      | N      | P      | Gf     | Gs     | DR  |
| ----------------- | ----- | ------- | ------- | ------- | ------- | ------- | ------- | ------------ | ------------ | ------------ | ------------ | ------------ | ------------ | ------ | ------ | ------ | ------ | ------ | ------ | --- |
| 2. Bundesliga     | 55    | 17      | 8       | 5       | 4       | 33      | 18      | 17           | 6            | 8            | 3            | 23           | 18           | 34     | 14     | 13     | 7      | 56     | 36     | +20 |
| Coppa di Germania | -     | 0       | 0       | 0       | 0       | 0       | 0       | 2            | 1            | 1            | 0            | 5            | 1            | 2      | 1      | 1      | 0      | 5      | 1      | +4  |
| Totale            | -     | 17      | 8       | 5       | 4       | 33      | 18      | 19           | 7            | 9            | 3            | 28           | 19           | 36     | 15     | 14     | 7      | 61     | 37     | +24 |

### Andamento in campionato
| Giornata  | 1 | 2  | 3 | 4 | 5 | 6 | 7 | 8 | 9 | 10 | 11 | 12 | 13 | 14 | 15 | 16 | 17 | 18 | 19 | 20 | 21 | 22 | 23 | 24 | 25 | 26 | 27 | 28 | 29 | 30 | 31 | 32 | 33 | 34 |
| --------- | - | -- | - | - | - | - | - | - | - | -- | -- | -- | -- | -- | -- | -- | -- | -- | -- | -- | -- | -- | -- | -- | -- | -- | -- | -- | -- | -- | -- | -- | -- | -- |
| Luogo     | C | T  | C | T | C | T | T | C | T | C  | T  | C  | T  | C  | T  | C  | T  | T  | C  | T  | C  | T  | C  | C  | T  | C  | T  | C  | T  | C  | T  | C  | T  | C  |
| Risultato | N | N  | V | P | V | V | P | V | N | P  | N  | P  | P  | N  | V  | N  | N  | V  | V  | N  | V  | V  | N  | V  | N  | P  | N  | P  | V  | V  | N  | N  | V  | V  |
| Posizione | 8 | 13 | 5 | 8 | 5 | 5 | 6 | 4 | 4 | 8  | 9  | 10 | 11 | 11 | 11 | 10 | 10 | 9  | 7  | 6  | 6  | 4  | 4  | 4  | 5  | 6  | 7  | 7  | 7  | 7  | 7  | 7  | 6  | 6  |

Legenda:

Luogo: C = Casa; T = Trasferta. Risultato: V = Vittoria; N = Pareggio; P = Sconfitta.

### Statistiche dei giocatori
| Giocatore       | 2. Bundesliga | 2. Bundesliga | 2. Bundesliga | 2. Bundesliga | Coppa di Germania | Coppa di Germania | Coppa di Germania | Coppa di Germania | Totale   | Totale | Totale      | Totale     |
| Giocatore       | Presenze      | Reti          | Ammonizioni   | Espulsioni    | Presenze          | Reti              | Ammonizioni       | Espulsioni        | Presenze | Reti   | Ammonizioni | Espulsioni |
| --------------- | ------------- | ------------- | ------------- | ------------- | ----------------- | ----------------- | ----------------- | ----------------- | -------- | ------ | ----------- | ---------- |
| S. Beuckert     | -             | -             | -             | -             | -                 | -                 | -                 | -                 | -        | -      | -           | -          |
| M. Herzog       | 11            | 0             | 1             | 0             | 1                 | 0                 | 0                 | 0                 | 12       | 0      | 1           | 0          |
| T. Starke       | 24            | 0             | 1             | 0             | 1                 | 0                 | 0                 | 0                 | 25       | 0      | 1           | 0          |
| S. Branco       | 13            | 0             | 3             | 1             | 1                 | 0                 | 0                 | 0                 | 14       | 0      | 3           | 1          |
| M. Brzenska     | 33            | 2             | 5             | 0             | 2                 | 0                 | 1                 | 0                 | 35       | 2      | 6           | 0          |
| P. Cáceres      | 5             | 0             | 3             | 0             | -                 | -                 | -                 | -                 | 5        | 0      | 3           | 0          |
| B. Korzynietz   | 17            | 0             | 1             | 0             | -                 | -                 | -                 | -                 | 17       | 0      | 1           | 0          |
| A. Meyer        | -             | -             | -             | -             | -                 | -                 | -                 | -                 | -        | -      | -           | -          |
| G. Schildenfeld | 4             | 0             | 0             | 0             | -                 | -                 | -                 | -                 | 4        | 0      | 0           | 0          |
| B. Schlicke     | 32            | 0             | 2             | 0             | 1                 | 0                 | 0                 | 0                 | 33       | 0      | 2           | 0          |
| T. Calvano      | 3             | 0             | 0             | 0             | -                 | -                 | -                 | -                 | 3        | 0      | 0           | 0          |
| O. Veigneau     | 27            | 0             | 4             | 0             | 1                 | 0                 | 0                 | 0                 | 28       | 0      | 4           | 0          |
| Ä. Ben-Hatira   | 13            | 2             | 1             | 0             | -                 | -                 | -                 | -                 | 13       | 2      | 1           | 0          |
| A. Bodzek       | 24            | 0             | 8             | 0             | -                 | -                 | -                 | -                 | 24       | 0      | 8           | 0          |
| G. Christ       | 11            | 1             | 2             | 1             | 2                 | 0                 | 1                 | 0                 | 13       | 1      | 3           | 1          |
| I. Grlić        | 25            | 3             | 8             | 0             | 2                 | 0                 | 0                 | 0                 | 27       | 3      | 8           | 0          |
| Maicon          | 8             | 2             | 1             | 0             | -                 | -                 | -                 | -                 | 8        | 2      | 1           | 0          |
| C. Makiadi      | 33            | 16            | 5             | 0             | 2                 | 0                 | 0                 | 0                 | 35       | 16     | 5           | 0          |
| O. Şahan        | 16            | 2             | 2             | 0             | 1                 | 0                 | 0                 | 0                 | 17       | 2      | 2           | 0          |
| M. Tararache    | 23            | 2             | 5             | 0             | 2                 | 0                 | 1                 | 0                 | 25       | 2      | 6           | 0          |
| C. Tiffert      | 18            | 1             | 5             | 0             | -                 | -                 | -                 | -                 | 18       | 1      | 5           | 0          |
| T. Willi        | 7             | 0             | 2             | 0             | 1                 | 0                 | 0                 | 0                 | 8        | 0      | 2           | 0          |
| N. Adler        | 17            | 2             | 3             | 0             | 1                 | 1                 | 0                 | 0                 | 18       | 3      | 3           | 0          |
| C. Ede          | 12            | 1             | 0             | 0             | 2                 | 0                 | 0                 | 0                 | 14       | 1      | 0           | 0          |
| M. Heller       | 18            | 1             | 2             | 0             | -                 | -                 | -                 | -                 | 18       | 1      | 2           | 0          |
| D. Kouemaha     | 31            | 14            | 5             | 0             | 2                 | 1                 | 1                 | 0                 | 33       | 15     | 6           | 0          |
| S. Wagner       | 30            | 7             | 7             | 0             | 2                 | 2                 | 1                 | 0                 | 32       | 9      | 8           | 0          |
| V. Atem         | 6             | 0             | 0             | 0             | -                 | -                 | -                 | -                 | 6        | 0      | 0           | 0          |
| F. Ávalos       | 1             | 0             | 0             | 1             | 1                 | 0                 | 1                 | 0                 | 2        | 0      | 1           | 1          |
| M. Chaftar      | 5             | 0             | 0             | 0             | 1                 | 0                 | 0                 | 0                 | 6        | 0      | 0           | 0          |
| S. Ibrahim      | 6             | 0             | 1             | 0             | 1                 | 1                 | 0                 | 0                 | 7        | 1      | 1           | 0          |
| S. Terodde      | 2             | 0             | 0             | 0             | -                 | -                 | -                 | -                 | 2        | 0      | 0           | 0          |